# Fyrtøjet (Der var engang...)
 For alternative betydninger, se Fyrtøjet (flertydig). (Se også artikler, som begynder med Fyrtøjet)
Fyrtøjet er en tegnefilm i serien Der var engang... (eng. titel The Fairytaler), der blev udsendt i forbindelse med H.C. Andersens 200 års fødselsdag i 2005.
Danske Stemmer:
- H.C. Andersen Henrik Koefoed
- Soldat Peter Reichhardt
- Hekse Vigga Bro
- Dronning Anne Marie Helger
- Konge Asger Reher
- Prinsesse Trine Dyrholm
- Hotelgæst Gordon Kennedy
- Tyk hotelgæst Torben Zeller
- Gammel hotelgæst Nis Bank-Mikkelsen
- Receptionist Thomas Mørk
- Skomagerdreng Silas Addington

Øvrige stemmer:
- Kaya Brüel
- Henrik Lykkegaard
- Lars Thiesgaard

Bagom:
- Instruktør: Jørgen Lerdam
- Original musik af: Gregory Magee
- Hovedforfatter: Gareth Williams
- Manuskriptredaktører: Linda O' Sullivan, Cecilie Olrik
- Oversættelse: Jakob Eriksen
- Lydstudie: Nordisk Film Audio
- Stemmeinstruktør: Steffen Addington
- Animation produceret af: A. Film A/S
- Animationsstudie: Wang Film Production

En co-produktion mellem
Egmont Imagination, A. Film & Magma Film
I samarbejde med:
Super RTL & DR TV